# Federazione di hockey su ghiaccio dell'India
La Federazione indiana di hockey su ghiaccio (in inglese Ice Hockey Association of India, IHAI) è un'organizzazione fondata per governare la pratica dell'hockey su ghiaccio in India.
Ha aderito all'International Ice Hockey Federation il 27 aprile 1989.